# Nordeler Bruch
Der Nordeler Bruch ist ein Naturschutzgebiet im niedersächsischen Flecken Diepenau in der Samtgemeinde Uchte im Landkreis Nienburg/Weser.
Das Naturschutzgebiet mit dem Kennzeichen NSG HA 088 ist 71 Hektar groß. Es ist Bestandteil des EU-Vogelschutzgebietes „Diepholzer Moorniederung“. Im Norden grenzt es an das Naturschutzgebiet „Steinbrinker-Ströhener Masch“, im Südosten an das Naturschutzgebiet „Uchter Moor“.
Das Schutzgebiet liegt am Westrand des Großen Moores. Es stellt ein entwässertes Hochmoorgebiet unter Schutz, das überwiegend von Moorbirkenwald, in dem sich alte, teilweise regenerierende Torfstiche finden, geprägt wird. Insbesondere im Süden des Schutzgebietes sind auch überwiegend als Grünland genutzte Flächen zu finden. Teilweise sind auch Ackerflächen zu finden, die zu Grünland umgewandelt werden sollen. 
Entwässert wird das Gebiet über Gräben in Richtung der Große, Aue, eines Nebenflusses der Weser.
Das Gebiet steht seit dem 25. Juli 1985 unter Naturschutz. Zuständige untere Naturschutzbehörde ist der Landkreis Nienburg/Weser.